# قد نهر ماري
سمك قد نهر ماري (الاسم العلمي: Maccullochella mariensis)، نوع من الفرخيات المعتدلة الأصيلة لنظام نهر ماري الساحلي في جنوب كوينزلاند، أستراليا. قد نهر ماري هو أحد أكثر أسماك المياه العذبة المهددة بالانقراض في أستراليا وهو معروف بكونه الأكثر الأنواع شمالية من بين أربعة أنواع من سمك قد ماكلوتشيلية الموجودة أو التي عُثر عليها ذات يوم في أنظمة الأنهار الساحلية في شرق أستراليا.
كانت الحالة الخطرة للأسماك أحد الأسباب التي حالت دون بناء سد ترافستون كروسينج.
هذا النوع محلي للغاية، حيث يبقى في نفس المكان لمدة 98٪ من الوقت، ولا يغادر إلا للتغذية والتكاثر.